# Bora Kříž
Bora Kříž (6. července 1926 Kladno – 12. října 1987 tamtéž) byl jazzový hudebník, hráč na akordeon, piano, zpěvák, dirigent, skladatel a aranžér.
Člen vokální skupiny Lišáci. Mimo jiné působil s Janem Werichem při vystoupeních po jeho návratu z USA, Ferencem Futuristou, Rudolfem Cortésem, Vlastou Burianem a Vlastou Průchovou. V letech 1959 až 1966 se stal vedoucím orchestru Jiřího Procházky. V r. 1959 nastoupil jako brusič v kladenských ocelárnách a zároveň zde založil vlastní jazzové trio s basistou Vítem Fialou a hráčem na bicí Ivanem Dominákem, který byl později střídán Františkem Zemanem a Vladimírem Žižkou. S ním vystupoval od poloviny 70. let v pražských jazzových klubech, natáčel v rozhlase a televizi. V roce 1987 nahrál vlastní gramofonovou desku. Kromě mnoha hudebních úprav sám složil řadu úspěšných písniček nebo skladeb, např. Kdo má zpěv rád; Ty a já; Z bílých růží; Říkejte mi Egone; Šňupavý tabáček.

## Památka
- Kladenský Otík 2010 – Síň slávy (in memorinam; cenu převzal Bóra Kříž mladší)[2]
- Ulice Bory Kříže je v kladenském Rozdělově[3]
- 14. Jazzový podvečer Bory Kříže v zahradě Kladenského zámku se konal v roce 2020